# Skogsängsfly
Skogsängsfly, Apamea illyria, är en fjärilsart som först beskrevs av Christian Friedrich Freyer 1846.  Skogsängsfly ingår i släktet Apamea, och familjen nattflyn, Noctuidae. Arten är reproducerande i Sverige. Inga underarter finns listade i Catalogue of Life.

## Bildgalleri

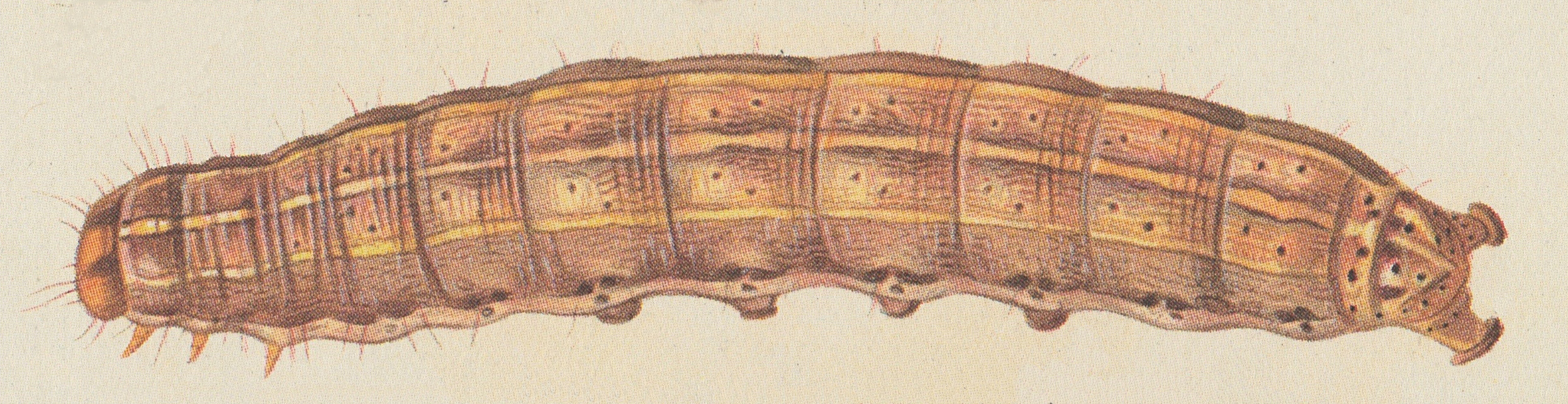
Illustration av fjärilens larv
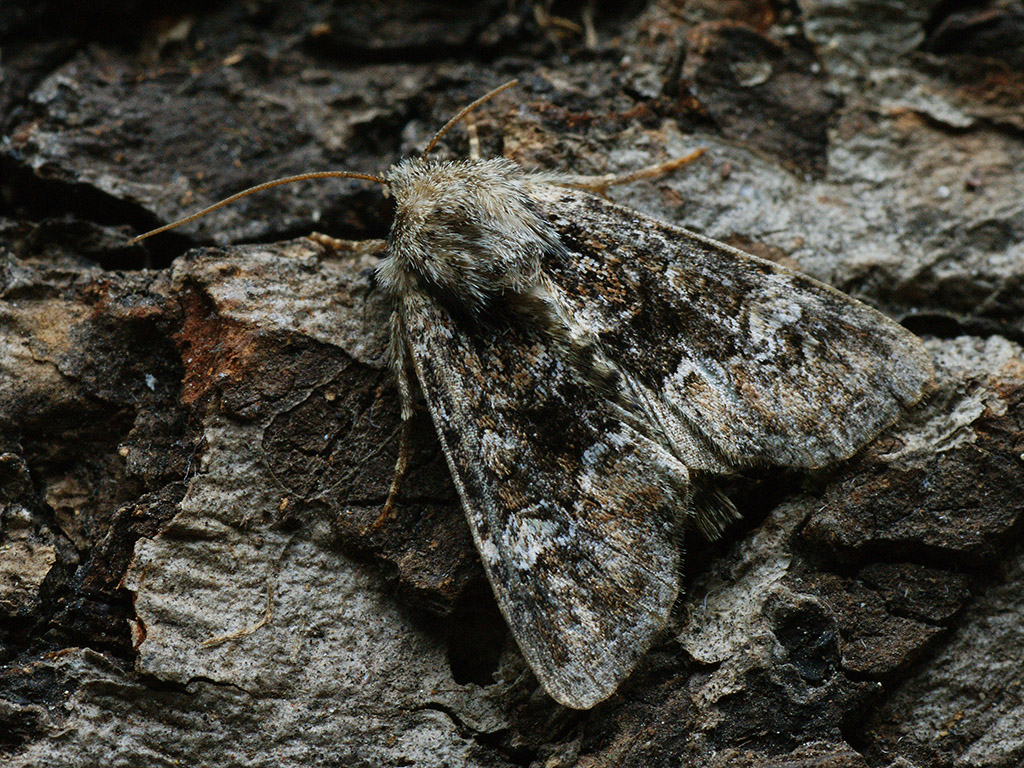
Imago fjäril
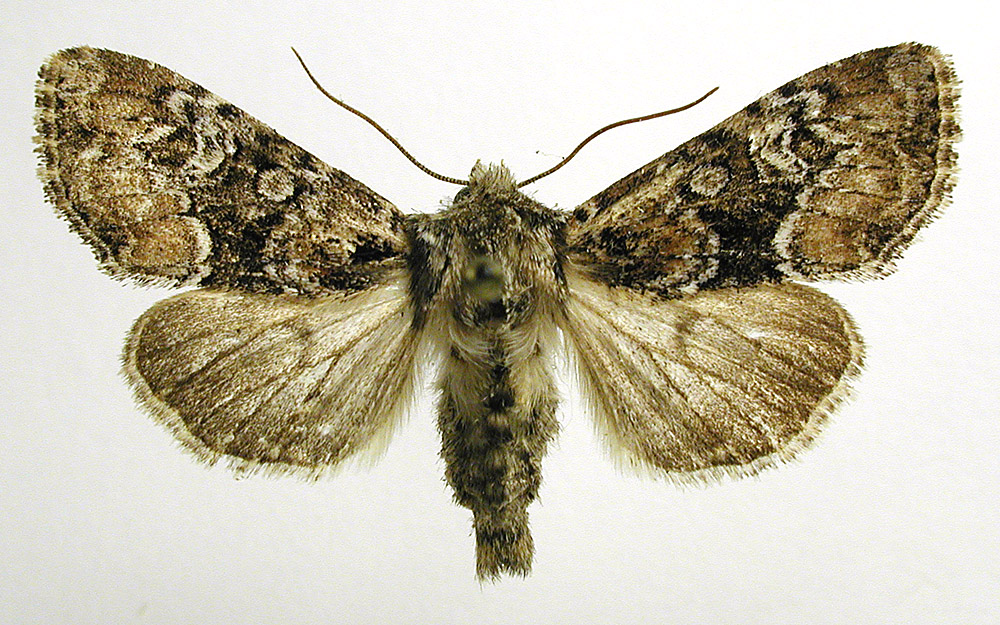
Preparerad (uppnålad) imago fjäril